# Каплице
Каплице (чеш. Kaplice) град је у Чешкој, који се налази у јужној Бохемији и административно припада округу Чешки Крумлов.

## Географија
Налази се дуж главног прометног правца из Чешких Будјејовица према граници са Аустријом. Кроз Каплице протиче река Малше.
Једном од занимљивости града Каплице јесте чињеница, да се железничка станица пруге Чешке Будјејовице - Сумерау налази око 5 км од самог града.

## Историја
Каплице су по први пут поменуте у повељи папе Александра IV 1297. године. 1382. су Каплице добиле статут града.
Пре 1945. су биле насељене углавном немачким становништвом и до 1960. биле седиштем посебног дистрикта. После рата сви Немци су приморани да напусте град и да се одселе или у Немачку или у Аустрију. 

## Становништво
Према подацима о броју становника из 2014. године град је имао 7.149 становника.

## Партнерски градови
- Freistadt